# Chézard-Saint-Martin
Chézard-Saint-Martin är en ort i kommunen Val-de-Ruz i kantonen Neuchâtel i Schweiz. Den ligger cirka 8,5 kilometer norr om Neuchâtel och är sammanvuxen med orten Cernier i väster. Orten har 1 875 invånare (2022). Chézard-Saint-Martin består av ortsdelarna Grand Chézard, Petit Chézard och Saint-Martin.
Orten var före den 1 januari 2013 en egen kommun, men slogs då samman med kommunerna Boudevilliers, Cernier, Coffrane, Dombresson, Engollon, Fenin-Vilars-Saules, Fontainemelon, Fontaines, Les Geneveys-sur-Coffrane, Les Hauts-Geneveys, Le Pâquier, Montmollin, Savagnier och Villiers till den nya kommunen Val-de-Ruz.